# タイの国立公園

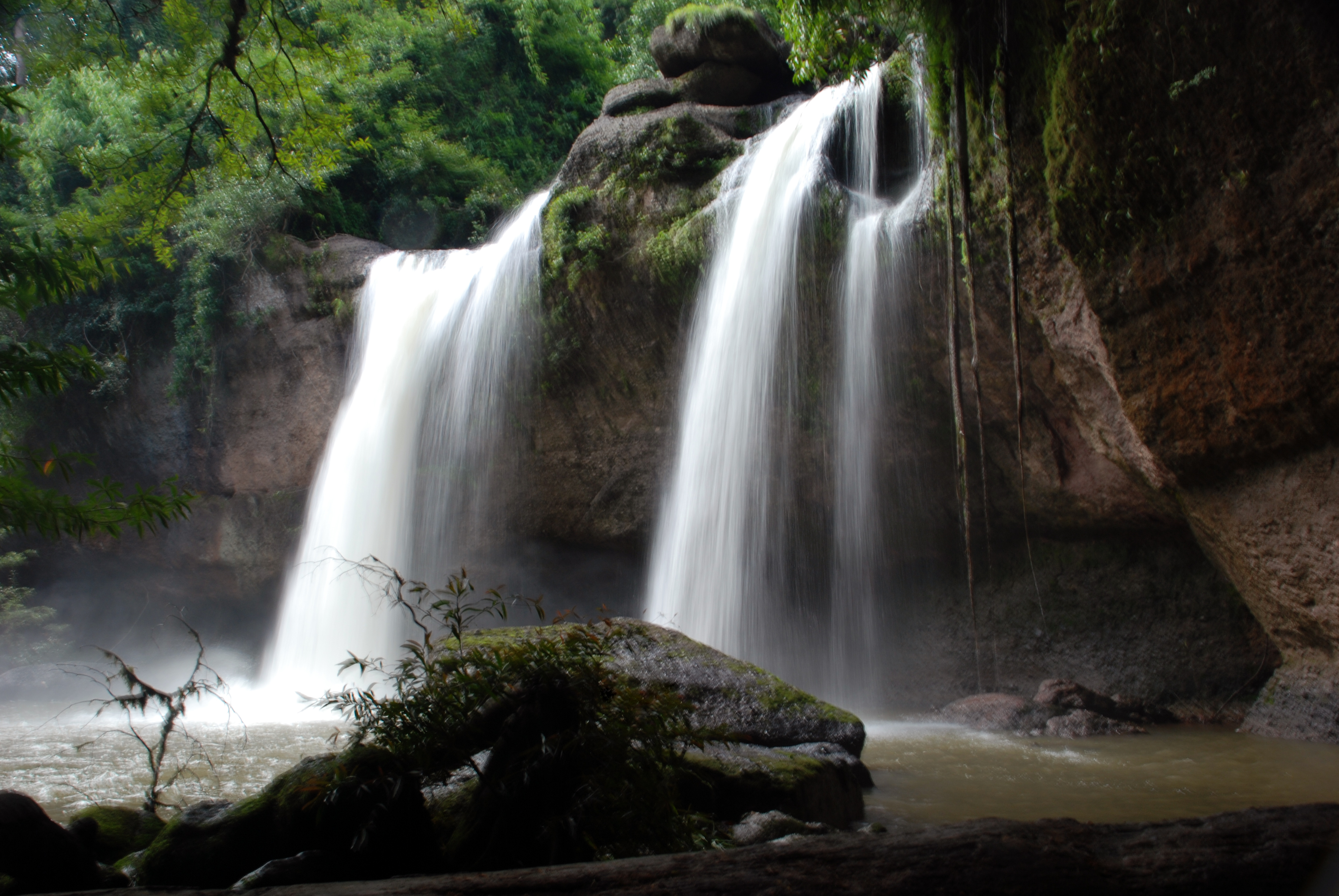
カオヤイ国立公園のハエオ・スワット滝

タイの国立公園（タイのこくりつこうえん）では、タイの国立公園について扱う。

## 概要
タイに於いて国立公園は仏暦2504年国立公園法（1961年）のもとに登録された地域を言う。この法律における目的は、登録された地域の環境を保護する事である。公園は大まかに、陸地の保護を目的とした国立公園と、海とその環境に関わりのある陸地の保護を目的にした海洋国立公園、また海鳥公園などがある。タイの国立公園は一般に公開されているため、日本人でも気軽に訪れることが出来る。
タイ最初の国立公園は、1962年にカオヤイ国立公園が設立されて、その後大いに拡張されて、2019年には157か所の国立公園がある。タイの国立公園の管理は、現在天然資源・環境省の元に2002年に設立された国立公園・野生生物保護局（DNP）が行なっていて、以前の農業・協同組合省所属の王室森林局（RFD）から引き継いだ。

## 国立公園

### 北部
- ウィエンコーサイ国立公園
- オープルワン国立公園
- クローン・ワンチャオ国立公園
- クローン・トローン国立公園
- クローン・ラーン国立公園
- クンチェー国立公園
- クンナーン国立公園
- ケン・チェットクウェー国立公園
- サラウィン国立公園
- シーサッチャナーライ国立公園
- シーナーン国立公園
- シーラーンナー国立公園
- タークシン大王国立公園
- タートモーク国立公園
- タム・サクーン国立公園
- タム・パータイ国立公園
- タム・プラー＝ナムトック・スア国立公園
- チェーソーン国立公園
- チエンダーオ国立公園
- トゥン・サレーンルワン国立公園
- ドーイ・ウィエンパー国立公園
- ドーイ・インタノン国立公園
- ドーイ・クンターン国立公園
- ドーイ・ステープ＝プイ国立公園
- ドーイ・チョン国立公園
- ドーイ・パークローン国立公園
- ドーイ・プーカー国立公園
- ドーイ・プーナーン国立公園
- ドーイ・ルワン国立公園
- ナムトック・チャートトラカーン国立公園
- ナムトック・パーチャルーン国立公園
- ナムトック・メー・スリン国立公園
- ナムナーオ国立公園
- ナンタブリー国立公園
- パー・メー・プーム国立公園
- プー・ソーイダーオ国立公園
- プー・ヒンローンクラー国立公園
- フワイ・ナムダン国立公園
- メー・カーサー国立公園
- メー・ガオ国立公園
- メー・ムーイ国立公園
- メー・ウォン国立公園
- メー・タクライ国立公園
- メー・チャリム国立公園
- メー・トー国立公園
- メー・ピン国立公園
- メー・ファーン国立公園
- メー・ヨム国立公園
- メー・ワ国立公園
- メー・ワン国立公園
- ラームカムヘーン国立公園
- ラーンサーン国立公園
- ラムナムナーン国立公園

### 東北部
- カオ・プラウィハーン国立公園
- カオヤイ国立公園
- ケン・タナ国立公園
- タートトーン国立公園
- タープラヤー国立公園
- タップラーン国立公園
- サイトーン国立公園
- ナーヘーオ国立公園
- ナンポーン国立公園
- パーテーム国立公園
- プー・ウィエン国立公園
- プー・カオ＝プー・パーンカム国立公園
- プー・クラドゥン国立公園
- プー・サラドーク国立公園
- プー・チョーン＝ナーヨーン国立公園
- プー・パーマーン国立公園
- プー・パーレック国立公園
- プー・パーン国立公園
- パー・ヒンガーム国立公園
- プー・ランカー国立公園
- プー・ルア国立公園
- プー・レーンカー国立公園
- フワイ・ウォット国立公園
- ムックダーハーン国立公園

### 中部
- エーラーワン国立公園
- カオ・キッチャクート国立公園
- カオ・チャマオ＝カオ・ウォン国立公園
- カオ・レーム国立公園
- クアンシーナカリン国立公園
- ケーンクラチャン国立公園
- チャルームラッタナコーシン国立公園
- サイヨーク国立公園
- トーンパープーム国立公園
- ナムトック・クローン・クウェー国立公園
- ナムトック・チェットサオノーイ国立公園（タイ語版）
- ナムトック・プリオ国立公園（タイ語版）
- パーンシーダー国立公園
- プトゥーイ国立公園
- プラプッタチャーイ国立公園
- ラムクローングー国立公園

### 南部
- カオ・ソック国立公園
- カオナムカーン国立公園
- カオ・ナン国立公園
- カオ・パノムベンチャー国立公園
- カオ・プー＝カオ・ヤー国立公園
- カオ・ルワン国立公園
- クイブリー国立公園
- クローン・パノム国立公園
- ケン・クルン国立公園
- サンカーラーキーリー国立公園
- シーパンガー国立公園
- ターイロムイェン国立公園
- ナムサーイカーオ国立公園
- ナムトック・ガーオ国立公園
- ナムトック・シーキート国立公園
- ナムトック・シーポー国立公園
- ナムトック・フワイ・ヤーン国立公園
- ナムトック・ヨーン国立公園
- バーンラーン国立公園
- ブードー＝スンガイパーディー国立公園

## 海洋国立公園
タイランド湾
- アーントーン諸島海洋国立公園
- カオ・レームヤー＝サメット諸島海洋国立公園
- カオ・サームローイヨート海洋国立公園
- チャーン諸島海洋公園
- チュンポーン諸島海洋公園
- ナムトック・ターンサデット海洋国立公園
- ハート・カノーム＝南洋諸島海洋国立公園
- ハート・ドゥワンコーン海洋国立公園

アンダマン海北側
- カオ・ラック＝ラムルー海洋国立公園
- カオ・ラムピー＝ハート・ターイムアン海洋国立公園
- シミラン諸島海洋国立公園
- シリナート海洋国立公園
- スリン諸島海洋国立公園
- パヤーム諸島海洋国立公園
- ラムナム・クラブリー海洋国立公園
- レーム・ソーン海洋国立公園

アンダマン海南側
- ランター諸島海洋国立公園
- ターンボーコーラニー海洋国立公園
- タルタオ諸島海洋国立公園
- タレー・バン海洋国立公園
- ハート・チャオマイ海洋国立公園
- ハート・ノッパラットターラー＝ピーピー諸島海洋国立公園
- パンガー湾海洋国立公園
- ペートラー海洋国立公園

## その他
- クークット海鳥公園
- タレーノーイ海鳥公園